# Klas Böök
Klas Erik Böök, född 10 mars 1909 i Lund, död 5 januari 1980 i Östra Karup, var en svensk diplomat och ämbetsman.

## Biografi
Böök var son till professor Fredrik Böök och Tora Olsson. Han blev filosofie kandidat vid Lunds universitet 1934, bedrev studier vid London School of Economics 1935, blev filosofie licentiat vid Lunds universitet 1936, löjtnant Wendes artilleriregementes (A 3) reserv 1935, anställd vid Sveriges riksbank 1936, sekreterare 1937, tillförordnat bankråd och föreståndare av statistiska avdelningen 1940, biträdande direktör valutakontoret 1940, styrelseledamot där 1947, ordförande 1948-1951, ledamot Exportkreditnämnden 1943, vice ordförande 1947-1951, bankdirektör och chef II-sektionen (centralbanksärenden) inom riksbanken 1943 och riksbankschef 1948-1951 (vice 1944). Hans karriär som diplomat inleddes när han utsågs till chef handelsavdelningen vid Utrikesdepartementet (UD) och envoyé 1947-1948. Han var minister i Ottawa 1951-1956, ambassadör i Peking 1956-1961, även Bangkok 1956-1959, New Delhi, Colombo och Kathmandu 1961-1965, Bern 1965-1972 samt hade specialuppdrag för UD 1972-1975.
Han var ledamot av handelskommissionen 1944-1947, vice ordförande 1945-1947, ledamot av statens återuppbyggnadsnämnd 1944-1946, flyktkapitalbyråns styrelse 1945-1951, styrelsen för internationell bank i Basel 1949-1951, Internationella återuppbyggnadsbanken 1951-1952, Internationella monetära fonden 1951, postsparbanksfullmäktige 1949-1951, deltagare i förhandlingar om handels- och betalningsöverenskommelser.
Han gifte sig 1933 med Aina Hakon-Pettersson (född 1911), dotter till civilingenjör Erik Hakon-Pettersson och Julia Ekelund. Han var far till barnen Annika (gift Eriksson), Ole, Kim, Susanne (gift Francke) och Peter.

## Utmärkelser
- Kommendör av 1. klass av Nordstjärneorden (KNO1kl)[5]
- Kommendör av 1. klass av Finlands Vita Ros’ orden (KFinlVRO1kl)[5]
- Kommendör av Danska Dannebrogorden (KDDO)[5]
- Kommendör av Norska Sankt Olavsorden (KNS:tOO)[5]